# Suka Nagara
Suka Nagara is een bestuurslaag in het regentschap Tangerang van de provincie Banten, Indonesië. Suka Nagara telt 11.254 inwoners (volkstelling 2010).